# 克里維察亞
51°33′30″N 26°23′5″E / 51.55833°N 26.38472°E
克里維察亞（烏克蘭語：Кривиця），是烏克蘭西北部的村莊，隸屬里夫內州的薩爾內區。該村始建於1580年，面積0.38平方公里，海拔高度163米，2001年人口251。